# Broglie (Eure)
Pour les articles homonymes, voir Broglie.
Broglie [bʁɔgli]  est une commune française située dans le département de l’Eure, en région Normandie.
Ses habitants sont appelés les Brogliens et anciennement et encore parfois Broglions).

## Géographie

### Localisation
La commune de Broglie se situe dans la vallée de la Charentonne, affluent de la Risle qui se jette elle-même dans l'estuaire de la Seine. La Risle est la limite naturelle entre le pays d'Ouche à l’est et le plateau du Lieuvin à l’ouest. Broglie se situe à une dizaine de kilomètres de Bernay et une cinquantaine d'Évreux.
| Ferrières-Saint-Hilaire | Grand-Camp            |          |
| Saint-Aubin-du-Thenney  | Broglie               | Chamblac |
| La Chapelle-Gauthier    | La Trinité-de-Réville |          |

### Hydrographie
La commune est située dans le bassin Seine-Normandie. Elle est drainée par la Charentonne et un autre petit cours d'eau,.
La Charentonne, d'une longueur de 63 km, prend sa source dans la commune de Saint-Evroult-Notre-Dame-du-Bois et se jette  dans la Risle à Nassandres sur Risle, après avoir traversé 16 communes.Les caractéristiques hydrologiques de la Charentonne sont données par la station hydrologique située sur la commune de La Trinité-de-Réville. Le débit moyen mensuel est de 1,9 m3/s. Le débit moyen journalier maximum est de 24,5 m3/s, atteint lors de la crue du 13 juin 2018. Le débit instantané maximal est quant à lui de 67,7 m3/s, atteint le 12 juin 2018.

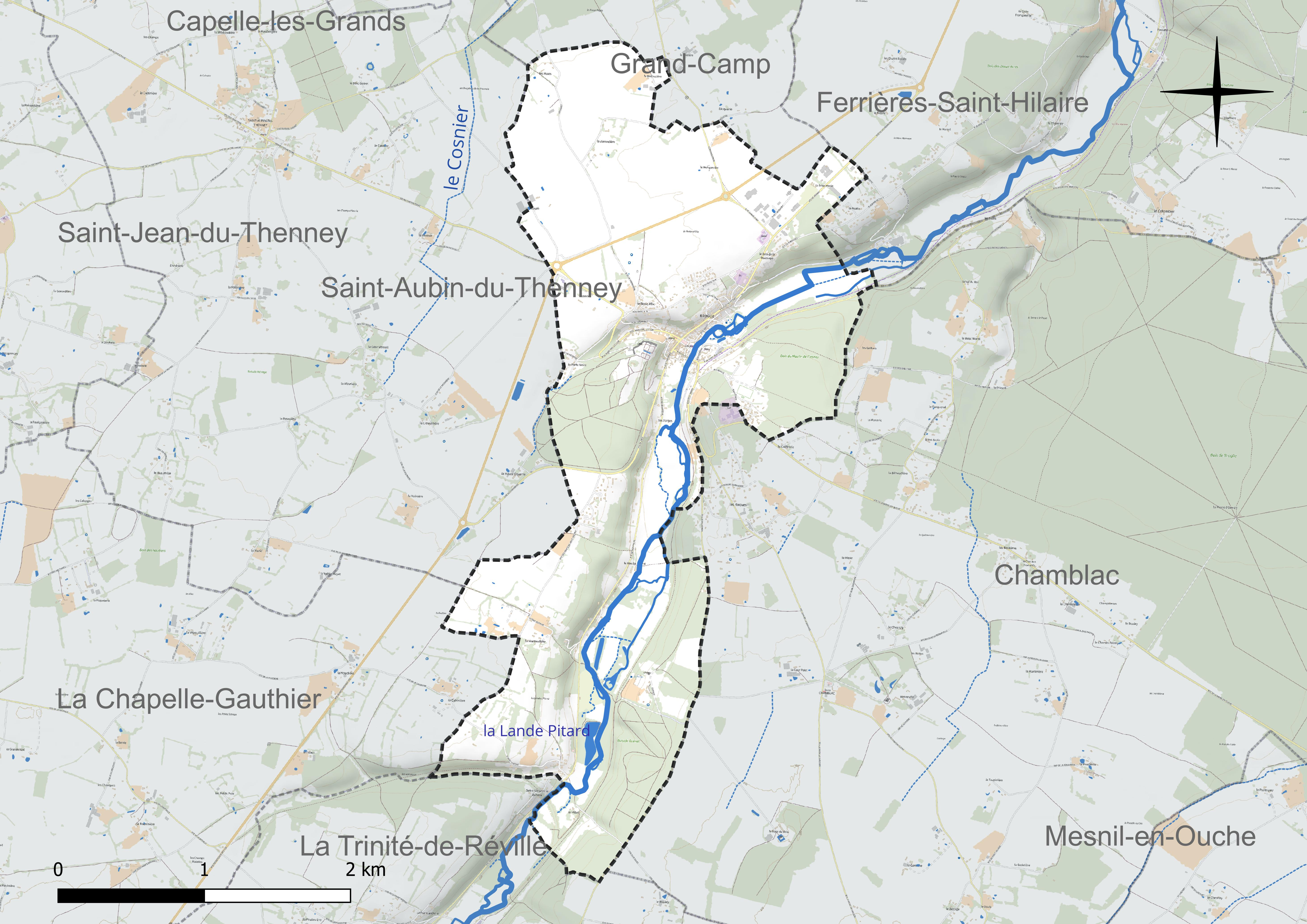
Réseau hydrographique de Broglie.

Un plan d'eau complète le réseau hydrographique : la Lande Pitard (2 ha),.

### Climat
Pour des articles plus généraux, voir Climat de la Normandie et Climat de l'Eure.
En 2010, le climat de la commune est de type climat océanique dégradé des plaines du Centre et du Nord, selon une étude du CNRS s'appuyant sur une série de données couvrant la période 1971-2000. En 2020, Météo-France publie une typologie des climats de la France métropolitaine dans laquelle la commune est exposée à un climat océanique et est dans la région climatique Côtes de la Manche orientale, caractérisée par un faible ensoleillement (1 550 h/an) ; forte humidité de l’air (plus de 20 h/jour avec humidité relative > 80 % en hiver), vents forts fréquents. Parallèlement, le GIEC normand, un groupe régional d’experts sur le climat, différencie, dans une étude de 2020, trois grands types de climats pour la région Normandie, nuancés à une échelle plus fine par les facteurs géographiques locaux. La commune est, selon ce zonage, exposée à un « climat contrasté des collines », correspondant au Pays d’Auge, Lieuvin et Roumois, moins directement soumis aux flux océaniques et connaissant toutefois des précipitations assez marquées en raison des reliefs collinaires qui favorisent leur formation.
Pour la période 1971-2000, la température annuelle moyenne est de 10,2 °C, avec  une amplitude thermique annuelle de 14,2 °C. Le cumul annuel moyen de précipitations est de 830 mm, avec 12,7 jours de précipitations en janvier et 8,1 jours en juillet. Pour la période 1991-2020, la température moyenne annuelle observée sur la station météorologique la plus proche, située sur la commune de Bernay à 10 km à vol d'oiseau, est de 10,9 °C, et le cumul annuel moyen de précipitations est de 666,9 mm,. Pour l'avenir, les paramètres climatiques de la commune estimés pour 2050 selon différents scénarios d’émission de gaz à effet de serre sont consultables sur un site dédié publié par Météo-France en novembre 2022.

## Urbanisme

### Typologie
Au 1er janvier 2024, Broglie est catégorisée commune rurale à habitat dispersé, selon la nouvelle grille communale de densité à 7 niveaux définie par l'Insee en 2022.
Elle est située hors unité urbaine. Par ailleurs la commune fait partie de l'aire d'attraction de Bernay, dont elle est une commune de la couronne,. Cette aire, qui regroupe 36 communes, est catégorisée dans les aires de moins de 50 000 habitants,.

### Occupation des sols
L'occupation des sols de la commune, telle qu'elle ressort de la base de données européenne d’occupation biophysique des sols Corine Land Cover (CLC), est marquée par l'importance des territoires agricoles (58 % en 2018), en diminution par rapport à 1990 (58,9 %). La répartition détaillée en 2018 est la suivante : 
forêts (32 %), terres arables (30,1 %), prairies (27,9 %), zones urbanisées (10,1 %). L'évolution de l’occupation des sols de la commune et de ses infrastructures peut être observée sur les différentes représentations cartographiques du territoire : la carte de Cassini (XVIIIe siècle), la carte d'état-major (1820-1866) et les cartes ou photos aériennes de l'IGN pour la période actuelle (1950 à aujourd'hui).

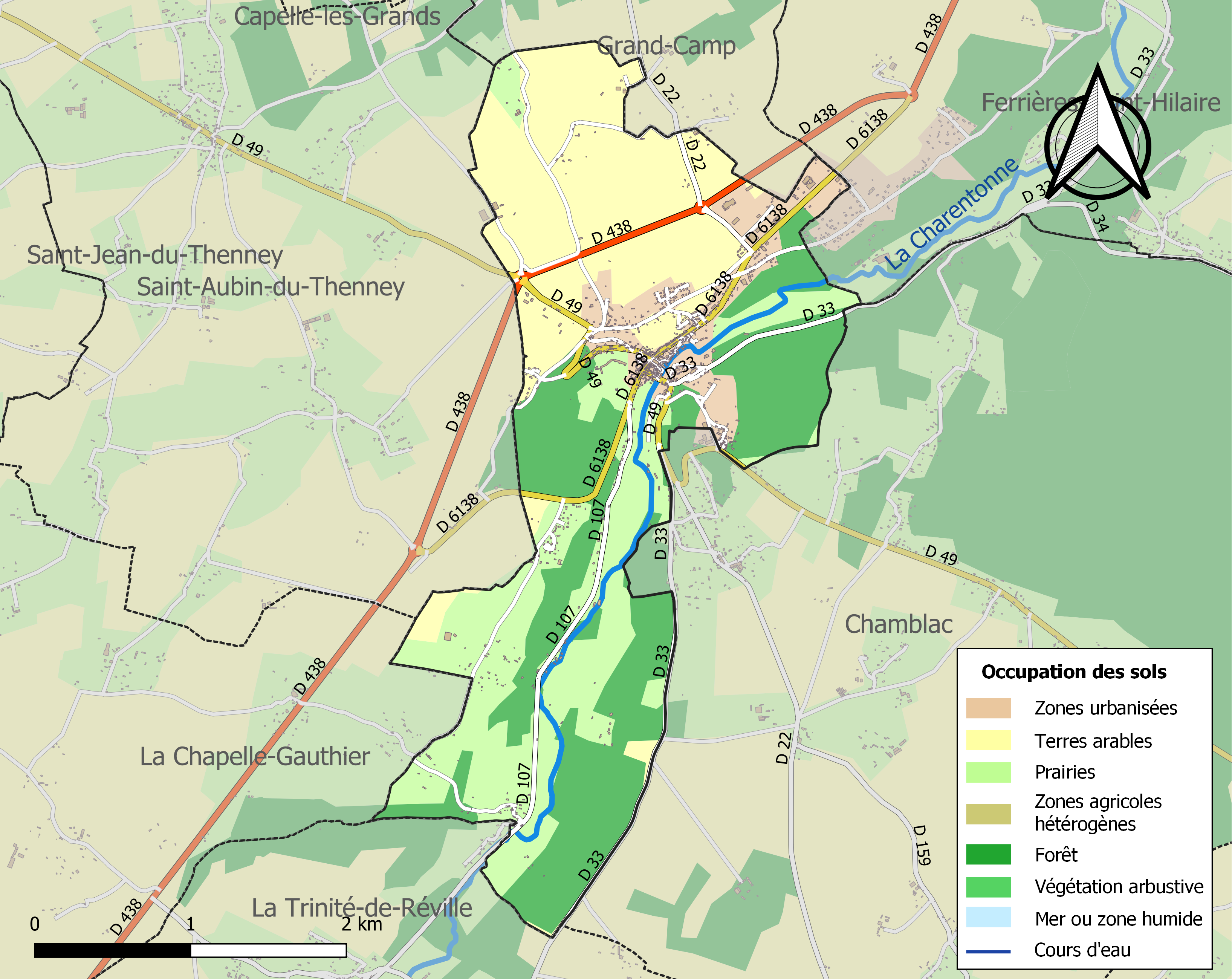
Carte des infrastructures et de l'occupation des sols de la commune en 2018 (CLC).

## Toponymie
Le nom primitif de la localité est attesté sous les formes Cambrinse vers l'an 1000; Chambrescum en 1155 - 1158; Cambray en 1199 (lettre de Jean sans Terre) ; Cambretium en 1238 (charte de Jean, abbé de Lyre); Chambreys en 1320 (assiette du comté de Beaumont); Champbrais en 1413; Chambrois entre 1417 et 1449 (chronique de Normandie); Chanbrois en 1421 (registre des dons); Chambroix en 1429; Chambroys en 1469; Chambrasium castrum, gallice Chambray en 1557 ; Chambrays, Chambrois vers 1610 (aveu de Charlotte des Ursins); Chambrois ou Broglie en 1808.
Le radical cambar, combar / camar se retrouve dans de nombreux toponymes en France : Cambrai, Cambayrac, Camalès, Combrée, etc.. Il est cependant probable que le type toponymique *Cam(b)ar(i)acum qui explique Cambrai, Cambeyrac, Chambray, etc. soit basé sur le nom de personne gaulois Cambarius dérivé [?] de Cambo « Courbé, Tordu »,, suivi du suffixe celtique de localisation et de propriété -acum.
« La dénomination actuelle de Broglie s’est substituée en 1742 à celle de Chambrais à l'occasion de l’érection de cette terre, par Louis XV en duché-pairie en l'honneur du maréchal de Broglie, dont la famille était d’origine italienne ».
Broglie est la francisation de Broglia ou Broglio (italien [broʎˈʎa, broʎˈʎo] ), nom de personne tiré d'un toponyme Broglia, dont il existe quelques exemples dans le Nord de l'Italie et en Suisse. Il est issu du même étymon gaulois brogilos « petit bois » que les toponymes du type le Breuil, Breil, Brieul, Bruel, etc..
Au cours de la Révolution française, la commune porta provisoirement le nom de Chambrois.

## Histoire
Broglie est une fondation d'origine celtique (gauloise) qui se situait à la croisée de voies romaines des routes du sel et du fer. On y trouve d'ailleurs de nombreux fours à fondre le minerai ainsi que des châteaux et églises qui furent pillés et brûlés à de nombreuses reprises.
C'est probablement une fondation gauloise ancienne qui doit sûrement son développement au fait qu'il était situé à la croisée de routes, mais ce lieu ne doit cependant pas être confondu avec Chambray, autre commune de l'Eure, dont l'étymologie est peut-être la même.
Le bourg figure dans la dot de Judith de Bretagne et devient au Xe siècle partie intégrante du domaine du duc Richard II.
Au XIe siècle, Chambrais devint propriété de Henri Ier de Ferrières. La seigneurie passe à la famille Lecomte de Nonan en 1653. Puis, en 1682, Simon Arnauld de Pomponne, qui vient d'être disgracié de sa charge de secrétaire d'État des Affaires étrangères, achète la baronnie de Chambrais, Ferrières et autres lieux.
Enfin, en 1716, François Marie, comte de Broglie, achète la baronnie au fils de Pomponne, qui est érigée en duché héréditaire en 1742 par Louis XV, sous le nom de Broglie pour récompenser la famille de Broglie des éminents services rendus au royaume, notamment lors des guerres de Succession d'Espagne, de Pologne et d'Autriche.
Les constructions militaires de l’ancienne forteresse ont été remplacées par un vaste château moderne entouré d’un beau parc qui domine la vallée de la Charentonne.
Plusieurs personnages célèbres ont séjourné à Broglie :
Augustin Fresnel (1789-1827), auteur de la théorie ondulatoire de la lumière ;
Louis de Broglie, prix Nobel de physique, dont les travaux se rapprochent très directement des découvertes de Fresnel ;
Léonor Mérimée, père de Prosper Mérimée, écrivain du XIXe siècle, qui, lors de la Révolution de 1789, aurait évité le pillage du château en livrant ses archives aux émeutiers et dont le nom a été donné à un pavillon de la demeure.

## Politique et administration
| Période                                  | Période      | Identité                   | Étiquette | Qualité            |
| ---------------------------------------- | ------------ | -------------------------- | --------- | ------------------ |
| Les données manquantes sont à compléter. |              |                            |           |                    |
| 1911                                     | 1956         | Maurice de Broglie         |           | physicien          |
| 1955                                     | 1976         | Jean de Broglie            | RI        | député et ministre |
| janvier 1977                             | février 1995 | Claude Cordier             | RPR       | notaire            |
| mars 1995                                | février 2001 | Victor-François de Broglie | DVD       | conseiller général |
| mars 2001                                | février 2008 | Jean Quatravaux            |           | chef d'entreprise  |
| mars 2008                                | février 2014 | Bruno Leclercq             |           |                    |
| mars 2014                                | En cours     | Roger Bonneville           |           |                    |

## Démographie
L'évolution du nombre d'habitants est connue à travers les recensements de la population effectués dans la commune depuis 1793. Pour les communes de moins de 10 000 habitants, une enquête de recensement portant sur toute la population est réalisée tous les cinq ans, les populations de référence des années intermédiaires étant quant à elles estimées par interpolation ou extrapolation. Pour la commune, le premier recensement exhaustif entrant dans le cadre du nouveau dispositif a été réalisé en 2008.

En 2022, la commune comptait 1 035 habitants, en évolution de −3,81 % par rapport à 2016 (Eure : −0,25 %, France hors Mayotte : +2,11 %).
| 1793 | 1800 | 1806 | 1821 | 1831  | 1836  | 1841  | 1846  | 1851  |
| ---- | ---- | ---- | ---- | ----- | ----- | ----- | ----- | ----- |
| 955  | 977  | 972  | 950  | 1 007 | 1 052 | 1 024 | 1 265 | 1 232 |

| 1856  | 1861  | 1866  | 1872  | 1876  | 1881  | 1886  | 1891  | 1896 |
| ----- | ----- | ----- | ----- | ----- | ----- | ----- | ----- | ---- |
| 1 204 | 1 214 | 1 252 | 1 176 | 1 140 | 1 122 | 1 025 | 1 034 | 966  |

| 1901 | 1906 | 1911  | 1921 | 1926 | 1931 | 1936 | 1946  | 1954 |
| ---- | ---- | ----- | ---- | ---- | ---- | ---- | ----- | ---- |
| 963  | 923  | 1 017 | 917  | 992  | 974  | 919  | 1 012 | 982  |

| 1962  | 1968  | 1975  | 1982  | 1990  | 1999  | 2006  | 2008  | 2013  |
| ----- | ----- | ----- | ----- | ----- | ----- | ----- | ----- | ----- |
| 1 057 | 1 051 | 1 132 | 1 126 | 1 168 | 1 105 | 1 111 | 1 115 | 1 096 |

| 2018  | 2022  | - | - | - | - | - | - | - |
| ----- | ----- | - | - | - | - | - | - | - |
| 1 038 | 1 035 | - | - | - | - | - | - | - |

## Culture locale et patrimoine

### Lieux et monuments

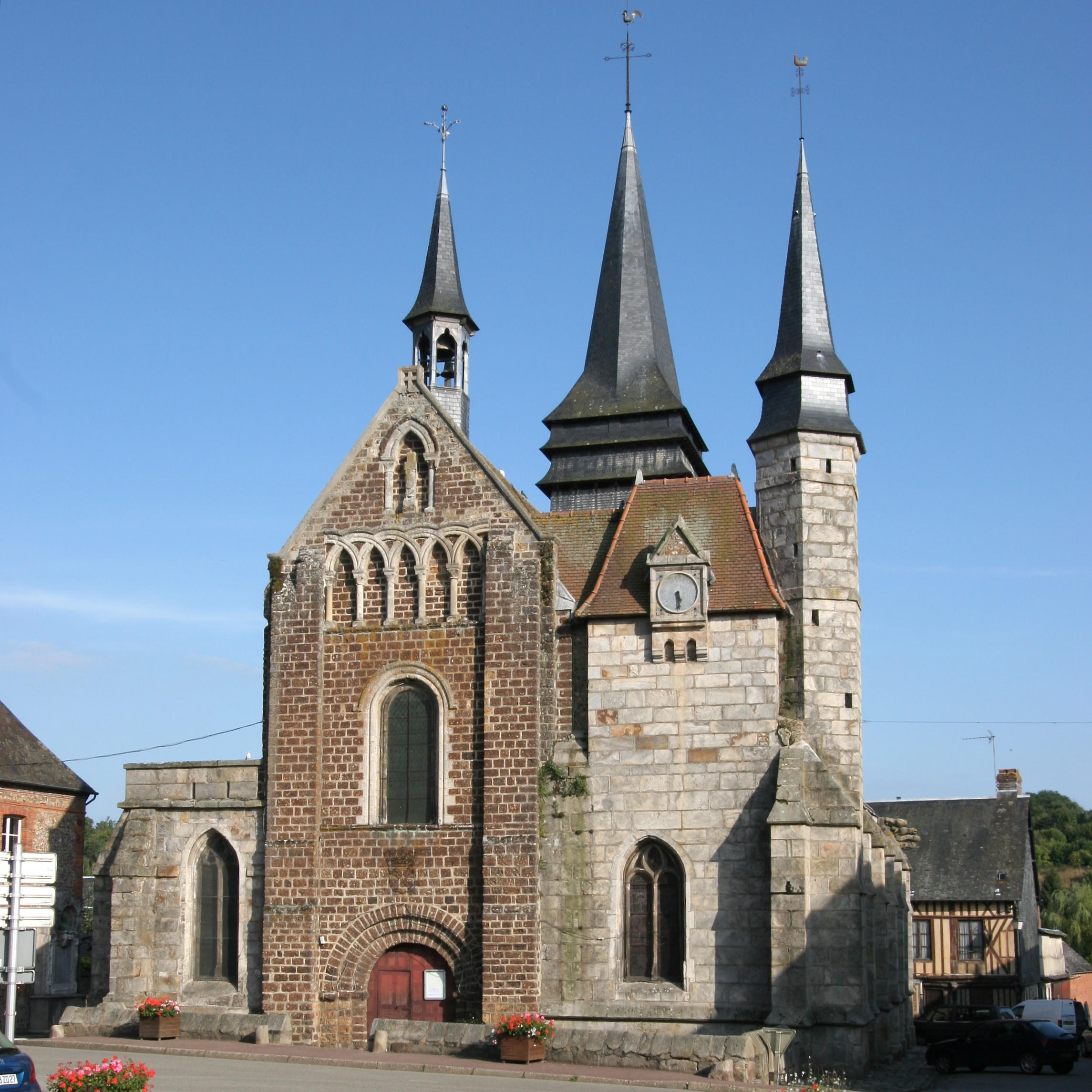
Église Saint-Martin.

- Église Saint-Martin : l'église actuelle fut édifiée au cours de la deuxième partie du XIe siècle par Henri II de Ferrières. Six colonnes romanes supportent des arcatures entrecroisées ; au-dessus, une ogive abrite la statue du saint patron et les piliers nord de la nef sont de style roman. Le collatéral sud a été construit au XVe siècle par Jean IV de Ferrières. La pierre de grison est particulièrement présente en façade et dominante à l'intérieur de l'édifice. À noter, un joli vitrail représentant saint Martin qui coupe son manteau pour en donner la moitié à un pauvre (en tant que membre de l'armée romaine, il ne possédait « en propre » que la moitié de cet équipement militaire). L'édifice est  Classé MH (1862)[30]
- Château de Broglie : « Le prototype des châteaux « sérieux » est celui des ducs de Broglie[31]…»; acquis en 1716 par le fils du comte de Broglie, fondateur de la souche française de la famille (tué à Valence en 1724), le domaine ne prit ce nom qu'en 1742 avec l'érection de la terre en duché pour le second maréchal de Broglie. Il est décrit ainsi après la Révolution de 1789 par le 3e duc (né en  1785) : « Le château, dont les meubles avaient été vendus, était inhabitable, sans croisées (fenêtres), avec tout au plus des volets; j'allai loger chez le notaire » ; l'intendant (père de Prosper Mérimée) avait dû livrer les archives à la populace. L'immense demeure familiale dévastée put être restaurée grâce à la dot et aux héritages familiaux reçus par Albertine de Stael-Holstein, épouse du 3e duc depuis 1816. Aperçu du château vers 1900 par Pauline de Broglie (1888-1972), plus tard comtesse de Pange, petite-fille du duc Victor : « La grande maison, fermée depuis de longs mois, (était) mal nettoyée. L'immense salle à manger était sombre, les portraits d'ancêtres à peine éclairés par les grosses lampes à pétrole suspendues aux plafonds et qui se balançaient au bruit des chaînes de cuivre (…) ». Elle est séduite par la première bibliothèque, sorte de chef-d'œuvre du genre (12 mètres sur 10), aménagée par Cornélia Eucharis Greffulhe, comtesse de Castellane, "qui fit plaquer sur les boiseries Louis XV une bibliothèque en sapin dans le goût anglais, parcourue d'une galerie circulaire, accessible par un escalier néo-gothique soutenu de lamelles d'acier", qui contient en 40 000 volumes le fonds familial : « Les rayons de livres qui, sur les quatre murs, vont du plancher au plafond, sont entièrement en pitchpin. Un petit escalier à vis monte jusqu'à une galerie légère qui fait le tour des rayons sans qu'on puisse comprendre sur quoi elle prend son appui (…). Le plafond en bois est formé de caissons ornés de rosaces en pâte plastique ton sur ton. La toile du baron Gérard. "Sur les travées du haut se trouvent tous les livres qui ont appartenu à Mme de Staël et sont venus de Coppet après la mort de son fils Auguste en 1827 (…) ». Les in-folio rangés à plat dans les meubles du centre, les fauteuils couverts d'andrinople rouge, « un superbe bureau Empire qui venait, disait-on, de la Malmaison » - achats du duc Victor - une lourde statue de Moïse en bronze, le maître à penser d'une digne bibliothèque de « doctrinaire »[32] : il s'agit là de la seconde bibliothèque du château, qui abrite elle une partie des fonds de Stael. Le portrait par le baron Gérard de Mme de Staël en Corinne, coiffée d'un turban blanc barré par un tortil de couleur noués « à la Créole » qui surmonte la cheminée de la seconde bibliothèque serait une réplique de celui conservé au château de Coppet, selon Léandre Vaillat (Le château de Coppet - "L'Art et les Artistes", 1913, p. 171 - arch. pers.) ; une autre copie est au château de Versailles. Selon une expression populaire (non vérifiée), il est dit que le château compte « autant de fenêtres qu'il y a de jours dans l'année ». Situé en surplomb, entouré d'un vaste parc et d'une dense hêtraie, il est très peu visible et peu accessible aux visites. L'édifice est  Inscrit MH (1974)[33] (cf. l'article d'Axelle de Broglie, Le château d'une grande famille : Broglie, dans "Connaissance des Arts" no 164/octobre 1965, p. 82 à 87, ill. coul.);
- L'ancienne gare ferroviaire, parfaitement conservée, est utilisée comme bibliothèque municipale, nouvelle bibliothèque Frédéric-Dard. En direction de Bernay, l'ancienne voie ferrée Bernay-Sainte-Gauburge a été transformée en voie verte (Voie verte de la Vallée de la Charentonne).
- L'hôtel-dieu, situé juste à l'arrière de l'église[34]. Il s'agit de l'hôtel-dieu dont dépendaient les maladreries Saint-Nicholas-de-Chambrais (à partir de 1696) et Saint-Symphorien-de-Chambrais. Son emplacement en centre bourg nous indique qu'il servait à soigner les malades non contagieux et accueillir les plus démunis. Créé à la fin du XVe siècle par la baronnie de Ferrières (dont Chambrais/Broglie fut le chef-lieu), il fut rattaché à l'hôpital de Bernay en 1708. Ses sculptures d'engoulants en façade ont été realisées probablement au même moment que celles, identiques, que l'on peut trouver dans la charpente au-dessus des voutes en pierre de l'église de Broglie (charpente datable des années 1450-1460)
- La maison natale de l'ingénieur et physicien Augustin Fresnel, située à l'angle de la rue Jean François Mérimée et de la rue Augustin Fresnel.
- Le jardin aquatique.
- La Pierre Lormée, mégalithe dans le bois de Broglie.

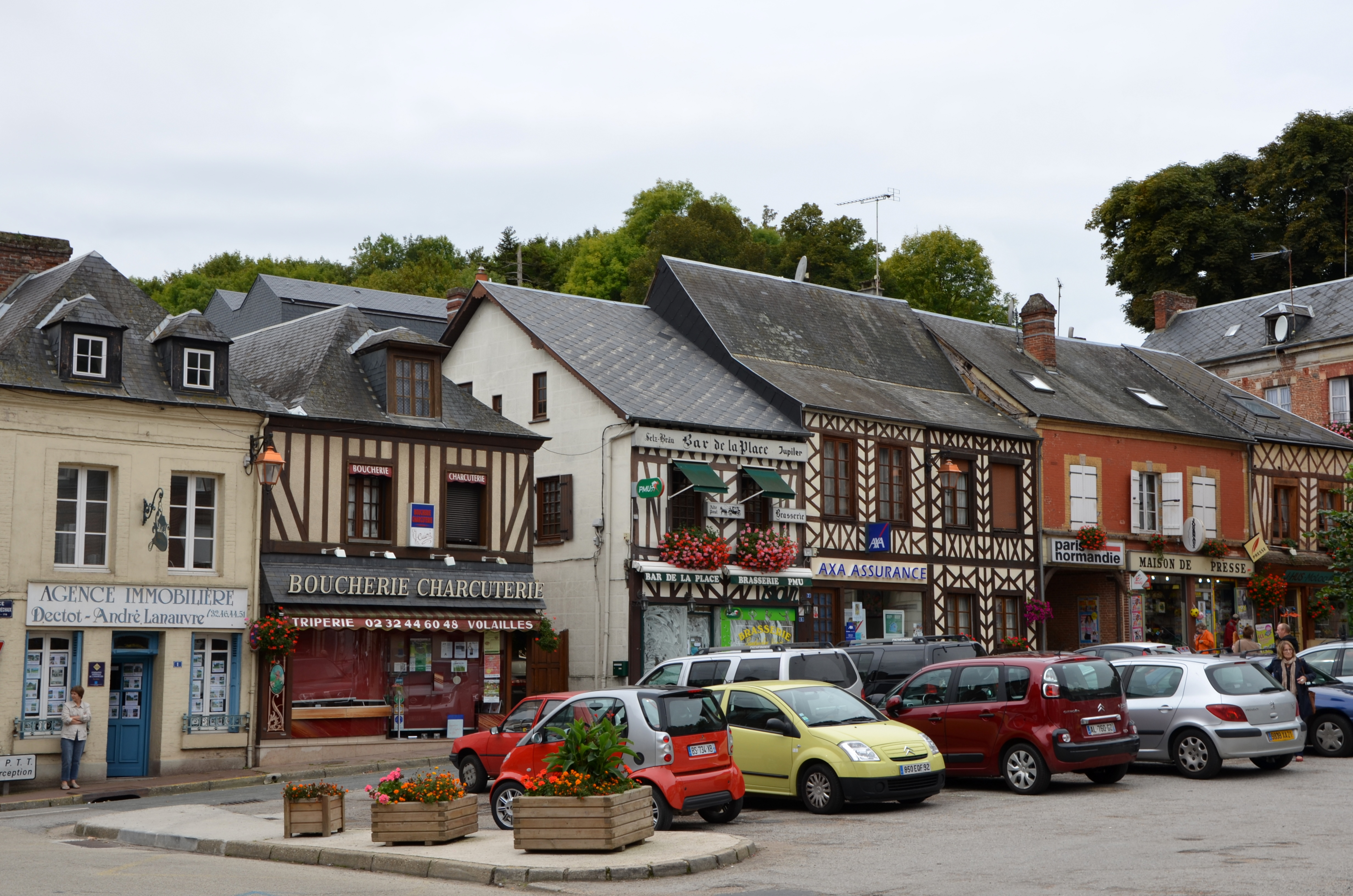
Maison à colombages sur la place devant l'église.
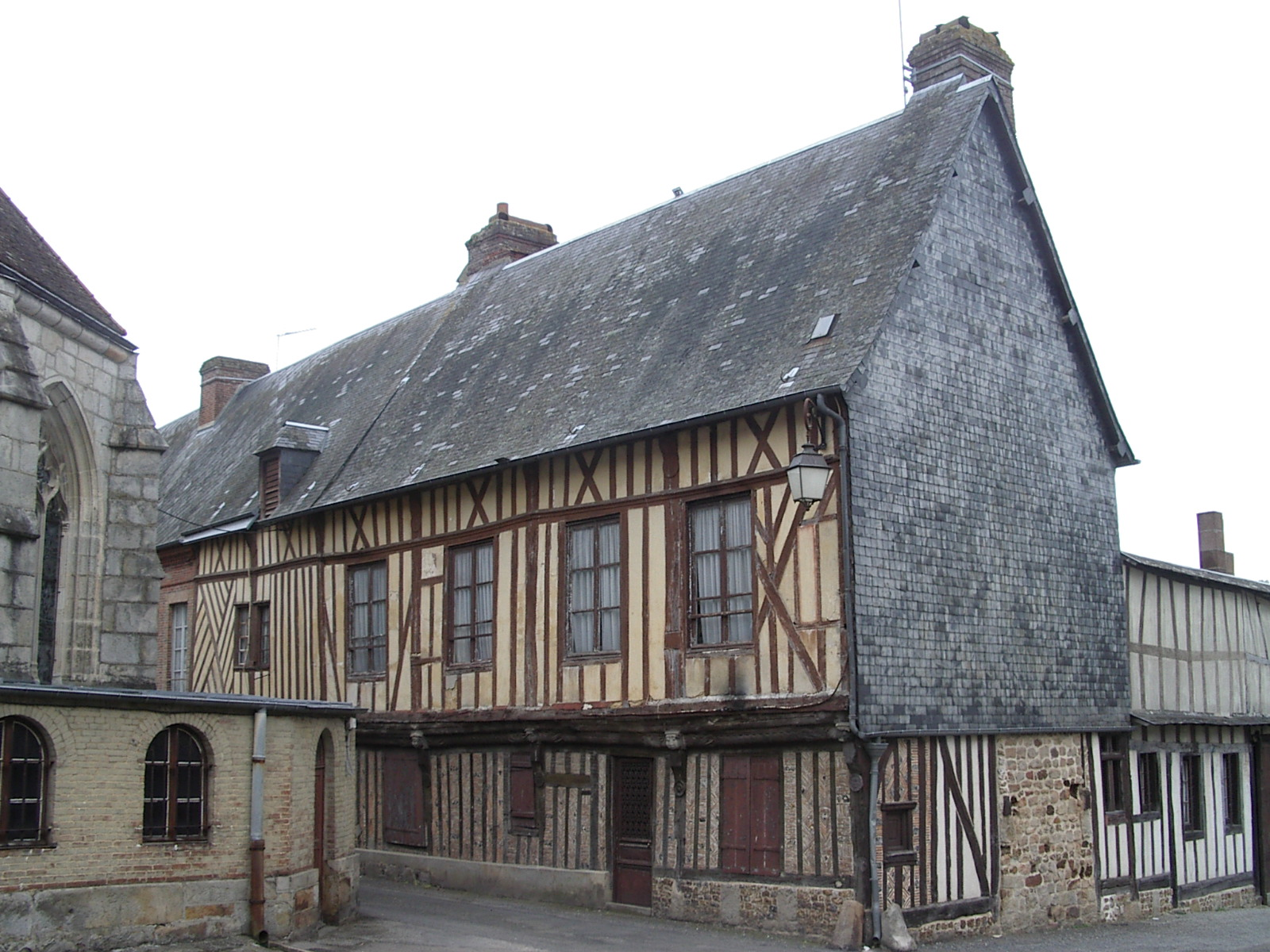
Hôtel-Dieu, pans de bois et tuileaux des XVe et XVIe siècles.
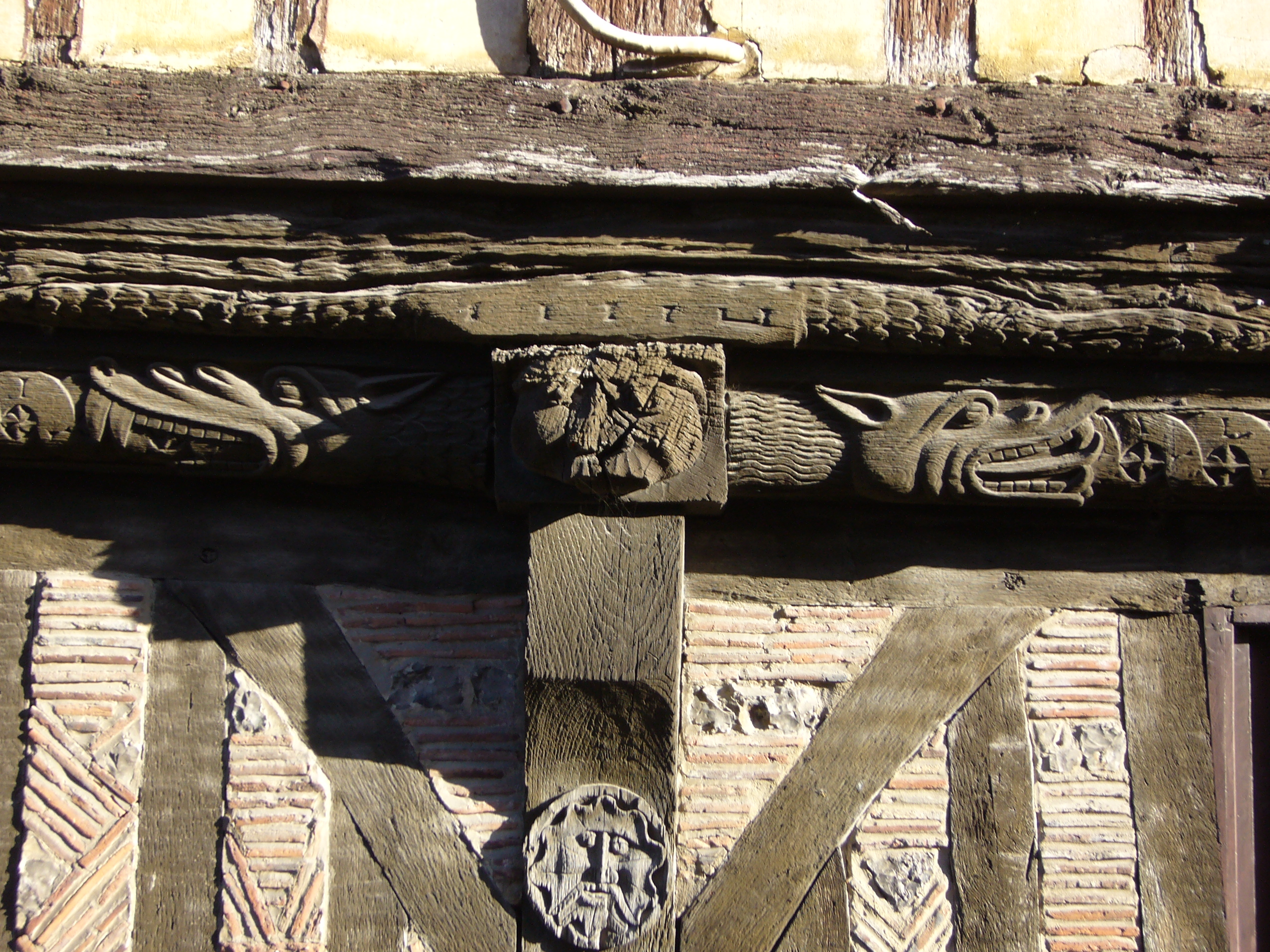
Détail bois sculpté de l'hôtel-dieu.
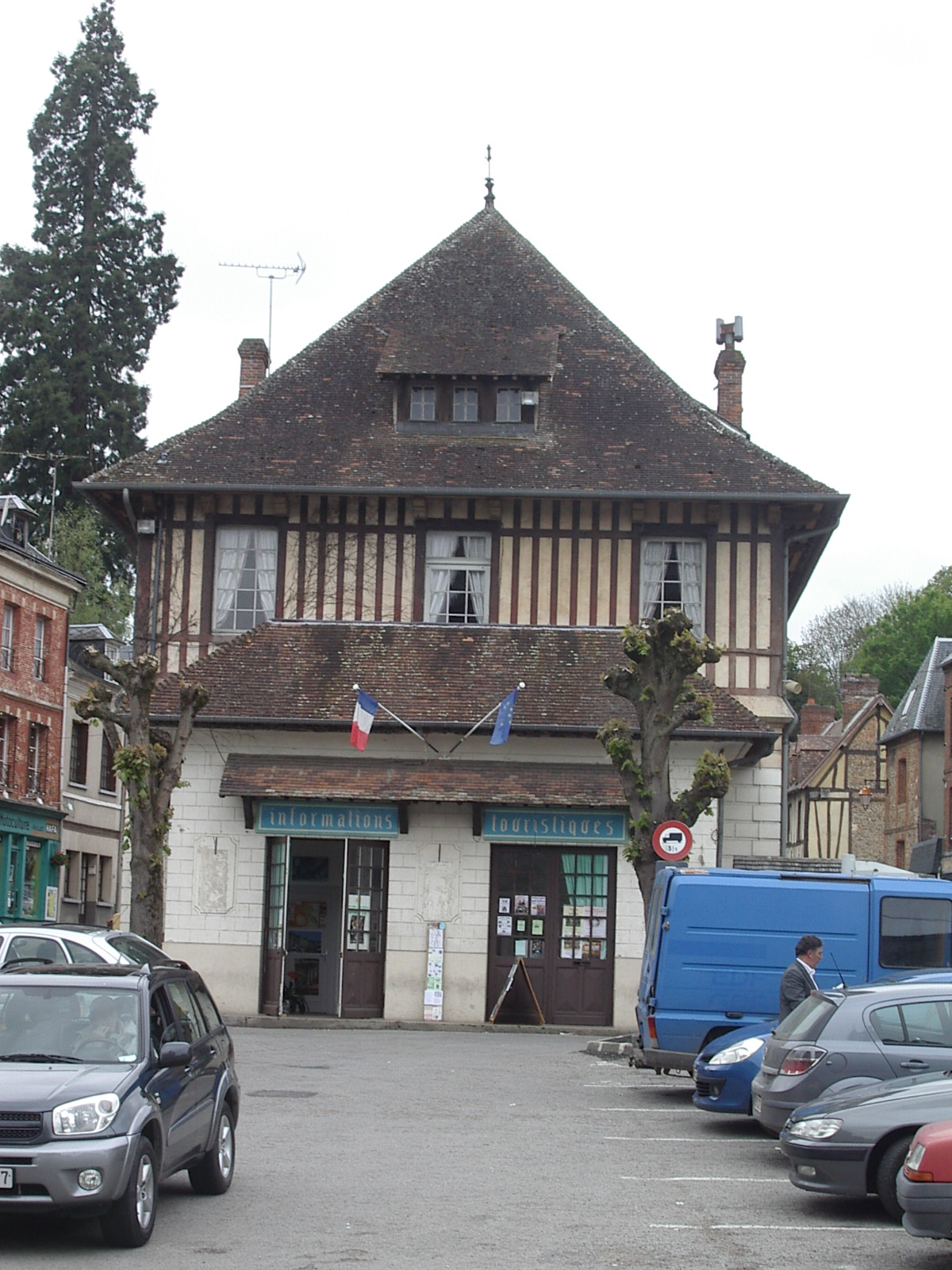
Office de tourisme de Broglie.
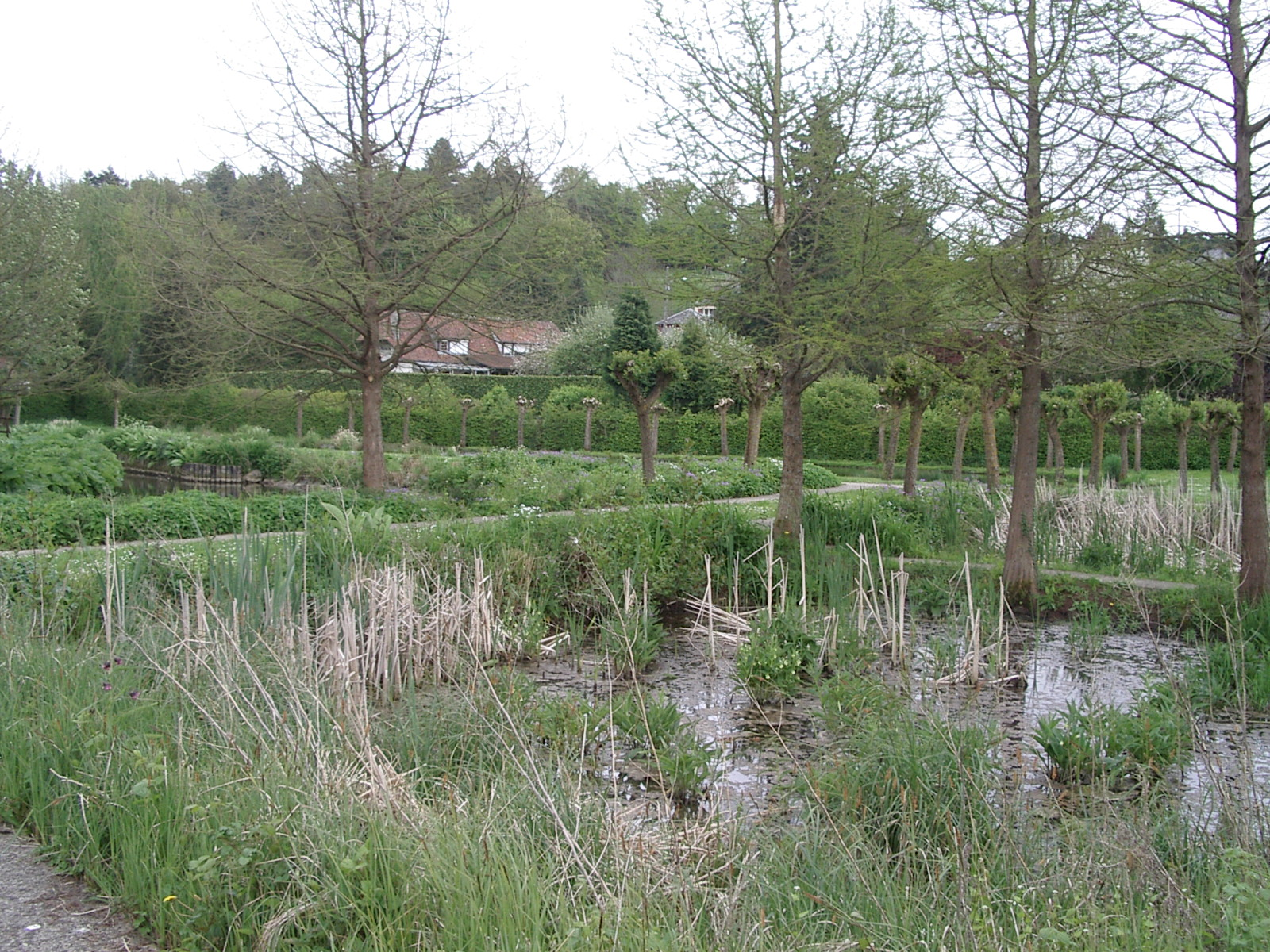
Jardin aquatique de Broglie.

### Patrimoine culturel
- Dans l'œuvre de Frédéric Dard, le célèbre inspecteur principal Bérurier, adjoint fidèle du commissaire San-Antonio, est originaire de Saint-Locdu-Le-Vieux. Selon plusieurs experts, cette commune serait Broglie[35]. L'assemblée générale des Amis de San Antonio s'est tenue à Broglie en juin 2004 et a été l'occasion d'y inaugurer la nouvelle bibliothèque Frédéric-Dard.

### Patrimoine naturel

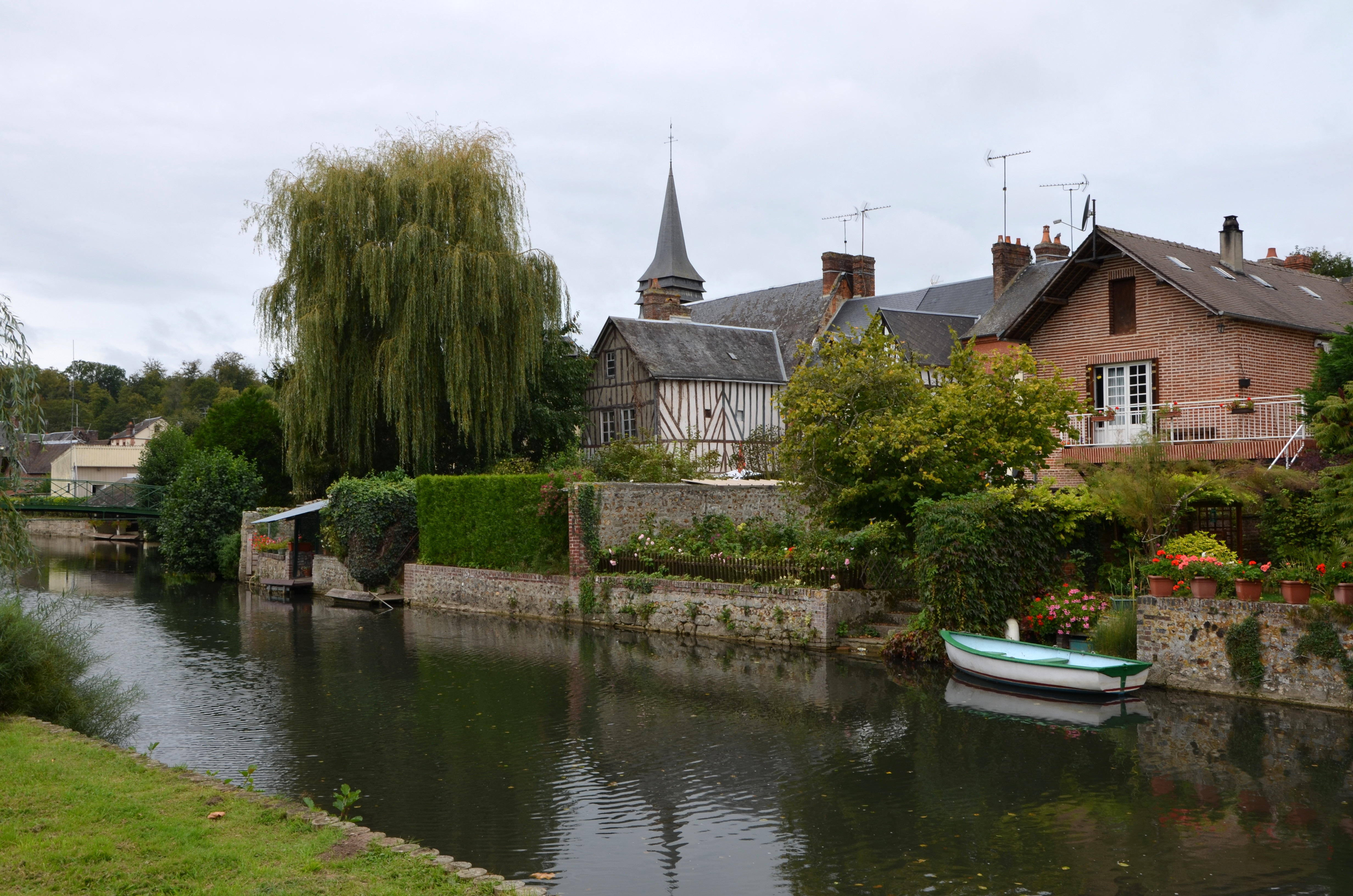
La Charentonne à Broglie.

#### Natura 2000
- Site Natura 2000 « Risle, Guiel, Charentonne »[36].

#### ZNIEFF de type 2
- ZNIEFF 230009189 – La moyenne vallée de la Charentonne, le bois de Broglie[37].

### Personnalités liées à la commune

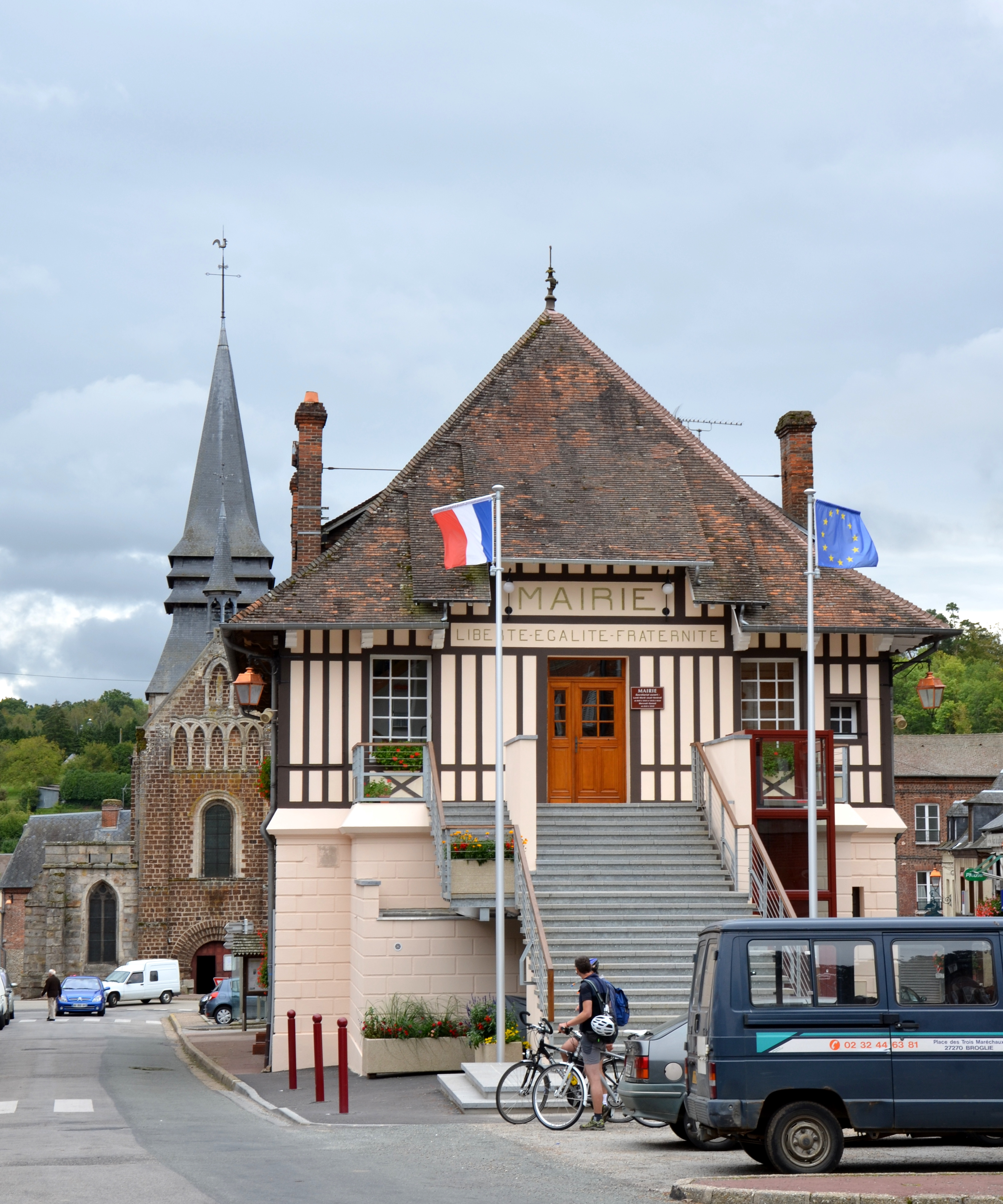
Mairie et église de Broglie.

- Simon Arnauld de Pomponne, ministre de Louis XIV, baron de Chambrais de 1682 à 1699. Il a commencé à reconstruire le château ;
- Augustin Fresnel (1788, Broglie-1827, Ville-d'Avray), physicien ;
- Léonor Mérimée (1757-1836), peintre, père de Prosper ;
- Jean de Broglie, (1921-1976), arrière-petit-fils de Germaine de Staël, conseiller général (1951-1976), député (1958-1976), ministre (1961-1967), signataire des accords d'Évian, assassiné à Paris ;
- Victor-François Marie Léon Amédée de Broglie (1949-2012), 8e duc de Broglie, fils du précédent, maire de la commune, conseiller général de l'Eure (1982-2001).

### Héraldique
| Armes de Broglie | Ces armes peuvent se blasonner ainsi aujourd’hui : D'or au sautoir ancré d'azur. |